# Handley 6-60
Der Handley 6-60 war ein nur 1923 angebotener Personenwagen der US-amerikanischen Oberklasse. Produziert wurde das Fahrzeug von der Handley Motors, Inc. in Kalamazoo (Michigan). Dies war das dritte Serienmodell dieses Herstellers, das sich vor allem durch einen zugekauften Sechszylindermotor von den Vorgängern mit Vierzylinder-Schiebermotoren unterschied. Parallel wurde der kleinere und schwächer motorisierte Handley 6-40 produziert.

## Modellgeschichte
Die Handley-Knight Company wurde im Januar 1920 von James I. Handley mit einem Aktienkapital von US$ 1 Mio. gegründet. Das Unternehmen brachte im Oktober 1920 das Handley-Knight Model A mit einem Vierzylinder-Schiebermotor Lizenz Knight heraus. Es wurde 1922 vom sehr ähnlichen Model B abgelöst.
Das Unternehmen geriet in Schwierigkeiten und musste seine neu erstellten, aber viel zu großen Produktionsanlagen verkaufen. Im Dezember 1922 folgte eine Reorganisation als Handley Motors, Inc. Im Januar 1923 lief die gemeinsame Produktion des 6-60 und des kleineren 6-40 an, wobei letzterem die Rolle des Einsteigermodells zukam. Die Linienführung aller Fahrzeuge war konservativ, die Verarbeitung und die verwendeten Materialien erstklassig. Der 6-60 erhielt eine neue, massivere Kühlermaske, die sich deutlich von jenen der Vorgänger und des 6-40 unterschied. Bei letzterem war sie als modischer „Spitzkühler“ geformt.
Technisch unterschied sich der 6-60 im Wesentlichen nur durch den Motor vom Vorgänger. Die lieferbaren Karosserievarianten umfassten einen siebensitzigen Touring in Standard- und Deluxeausführung zu US$ 2450.- resp. 2650.-, einen ebenfalls siebensitzigen Sedan sowie ein viersitziges Coupé. Die geschlossenen Versionen kosteten je US 3450.-.

## Technik
Das Gewicht des Touring dürfte wie beim Handley-Knight Model B bei etwa 3300 lbs (ca. 1500 kg) gelegen haben. Alle Handley-Knight und Handley waren sich konstruktiv sehr ähnlich. Es handelte sich um Assembled vehicles, also „konfektionierte“ Automobile, die aus zugekauften Komponenten montiert wurden.

### Motor
Dieser konventionelle, obengesteuerte Sechszylindermotor mit Wasserkühlung wurde von der Midwest Engine Corporation in Indianapolis (Indiana) zugekauft. Seine Bohrung und Hub betrugen 3⅜ × 5 Zoll (87,5 × 127 mm), woraus sich ein Hubraum von 268,4 c.i. entsprechend 4398 cm³ ergibt. Als Leistung werden 60 bhp (44,7 kW) genannt Gemäß dem damals in den USA angewendeten N.A.C.C.-Rating ergeben sich aus der Zylinderbohrung von 3⅜ Zoll 27,34 PS.
Handley verwendete Druckumlaufschmierung und ein Vakuum-System zur Benzinförderung. Der Kühler war zumindest beim Vorgänger zellular aufgebaut, die Kühlung erfolgte nach dem damals üblichen Thermosyphonverfahren und mit einer Wasserpumpe.

### Kraftübertragung
Vom Schaltgetriebe des Handley 6-60 ist nur bekannt, dass es drei Gänge hatte. Es war mit Sicherheit unsynchronisiert. Belegt ist eine Mehrscheiben-Kupplung.
Die Kraftübertragung zur Hinterachse erfolgte über eine Kardanwelle; die Hinterachsuntersetzung betrug 4,9 : 1. Ob wie bei den Handley-Knight-Modellen ein Kegelrad-Achsgetriebe verwendet wurde, ist nicht belegt.
Die Hinterachse war „halbschwebend“ konstruiert, d. h. die beiden Halbwellen des Hinterradantriebs sind vor ihrem äußeren Ende über ein Wälzlager mit dem Achskörper verbunden. An der Außenseite enden sie in einem Flansch, an dem das Laufrad befestigt ist. Das innere Ende liegt im Differentialgetriebe. Konstruktionsbedingt sind die Halbwellen innen frei von Querlasten, außen nehmen sie axial leicht versetzte Querkräfte auf.

### Fahrgestell und Aufhängung

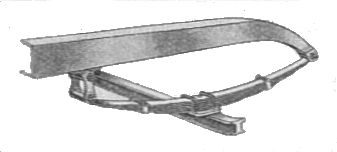
Typische Vorderachsaufhängung mit Halbelliptikfedern.

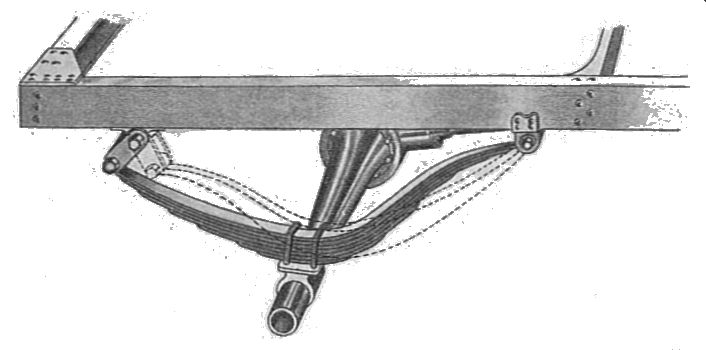
Funktionsweise von Halbelliptikfedern an der Hinterachse.

Zum Fahrgestell fehlen detaillierte Angaben. Die enge technische Verwandtschaft mit dem Handley-Knight Model A und B legt aber die Verwendung des gleichen konventionellen Leiterrahmens mit vier Quertraversen nahe. Deren Längsträger waren aus 6 Zoll (152 mm) tiefem und 3/16 Zoll (4,76 mm) starkem Carbonstahl. Die hinterste Traverse hielt den Benzintank und schützte ihn bei einem Aufprall.
Der Radstand betrug 125 Zoll (3145 mm). Rundum wurden Halbelliptik-Blattfedern verwendet. Beim Model B waren sie aus Vanadium-Stahl; die hinteren waren mit einer Länge von 61 Zoll (1,54 m) üppig dimensioniert.
Das Fahrzeug hatte vorn und hinten Starrachsen. Zur Grundausstattung gehörten hölzerne Artillerieräder mit Reifen der Dimension 32 × 4½ Zoll. In dieser Klasse waren abnehmbare Felgenkränze („demountable rims“) üblich; sie gehörten bereits zur Grundausstattung des Model B. In Zeiten nicht abnehmbarer Räder stellte dies einen deutlichen Schritt zu mehr Komfort dar. Zwar wurde der Handley-Knight mit verstärkten Luftreifen („Cord-Reifen“) ausgeliefert, Reifenpannen traten dennoch häufig auf. Bei den nicht seltenen, größeren Schäden, wie sie etwa durch Reifenplatzer entstanden, waren demountable rims hilfreich. Man brauchte nur den Felgenkranz auszuwechseln; die schwere, zeitraubende und schmutzige Arbeit des Entfernens der Holzspeichen von der Radnabe blieb dem Fahrer so erspart. Zu Hause konnte man den defekten Reifen abziehen, reparieren oder ersetzen. Meist wurde der Kranz einfach zum Fachmann gebracht. Der komplettierte Kranz kam als Ersatz wieder an den Wagen.
Der Handley 6-60 hat zeittypisch nur Hinterradbremsen. Allradbremsen begannen sich erst in der zweiten Hälfte der 1920er Jahre durchzusetzen. Die Fußbremse („Service brake“) wirkte auf die Außenbacken der Trommelbremsen, die Handbremse („Emergency brake“) auf die Innenbacken.
Das Fahrzeug hat eine Schneckenlenkung, wahrscheinlich wie die Vorgänger nach dem System Gemmer.

## Karosserie und Ausstattung
Im Unternehmen war man stolz auf die hochwertigen, im Hause gefertigten Karosserien. Sie wurde nach den Prinzipien des Individual-Karosseriebaus in Kleinserie und weitgehend von Hand erstellt. Die Struktur bestand aus Eschenholz, die Karosseriehaut aus Aluminiumblech. Die Sitze waren mit von Hand bearbeitetem Leder bezogen. Armaturenbrett und Lenkradkranz bestanden aus Walnussholz. Verwendet wurden beste Materialien und die Verarbeitung war hochwertig.
Wie schon zuvor beim Handley-Knight Model B gab es auch beim 6-60 vom Touring eine Standard- und eine um US$ 200.- teurere Deluxe-Ausführung.
Ob Stoßstangen nun zur Grundausstattung gehörten, ist unklar. Eine Abbildung zeigt einen 6-60 mit einer doppelten Stoßstange, die aus zwei geraden, parallelen Blättern besteht.